# Вулиця Адмірала Октябрського (Севастополь)
Вулиця Адмірала Октябрського — вулиця в Ленінському районі Севастополя, між вулицею Великою Морською і площею Повсталих. Перетинається з вулицями Очаківців, Кулакова, Новоросійською, Керченською і Батумською. В кінці вулиці до неї примикає вулиця Частника.

## З історії
В кінці XIX століття вулиця називалася Херсонеською. На перетині з Міським яром був створений Херсонеський міст через водостічний канал. Канал засипаний після Другої світової війни.
3 січня 1921 року Севастопольський ревком перейменував Херсонеську вулицю в вулицю Повсталих в пам'ять про революційні події 1905 року.
В кінці вулиці утворилася площа, названа 26 серпня 1969 року площею Повсталих, а вулиця Повсталих була перейменована у вулицю Адмірала Октябрського.
До 2012 ділянка між вулицями Очаковців та Велика Морська була покрита бруківкою, проте в ході капітального ремонту її замінили на асфальт.

## Галерея

анотаційна дошка на будинку №8
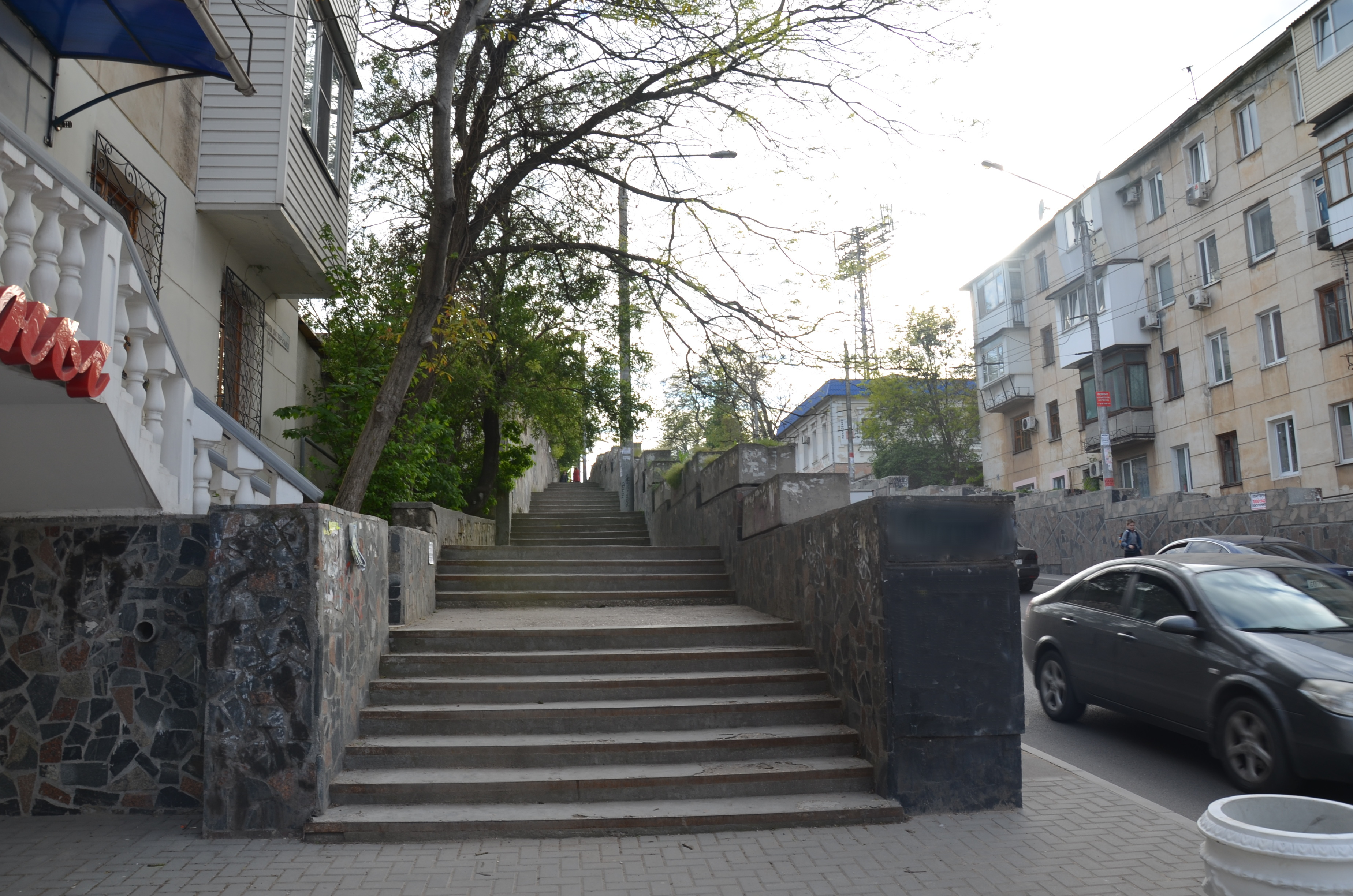
сходи
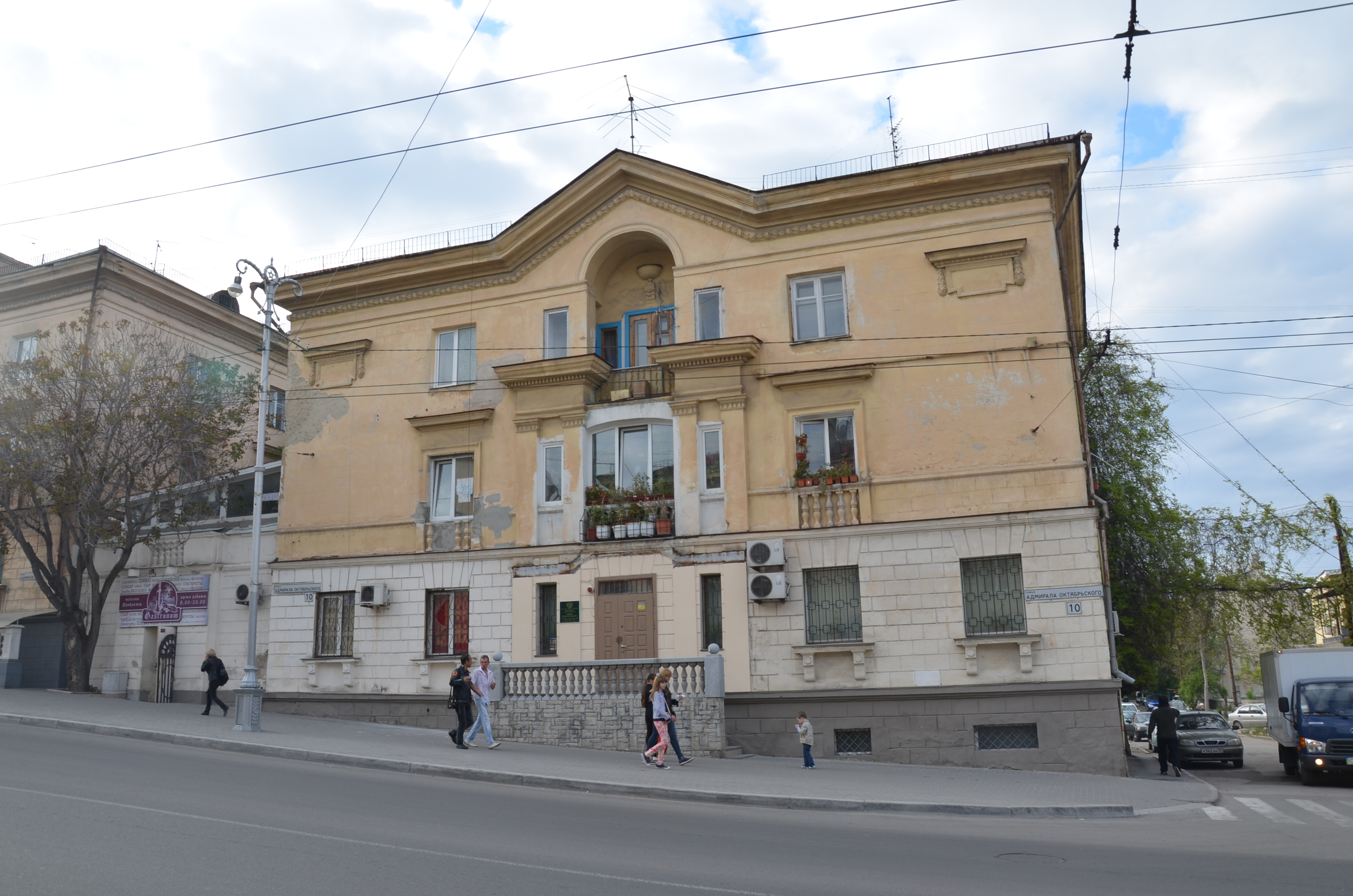
будинок №10